# Stary Zamość (gemeente)
De gemeente Stary Zamość is een landgemeente in het Poolse woiwodschap Lublin, in powiat Zamojski.
De zetel van de gemeente is in Stary Zamość.
Op 30 juni 2004 telde de gemeente 5504 inwoners.

## Oppervlakte gegevens
In 2002 bedroeg de totale oppervlakte van gemeente Stary Zamość 97,19 km², waarvan:
- agrarisch gebied: 75%
- bossen: 19%

De gemeente beslaat 5,19% van de totale oppervlakte van de powiat.

## Demografie
Stand op 30 juni 2004:
| Omschrijving                   | Totaal | Totaal | Vrouwen | Vrouwen | Mannen | Mannen |
| ------------------------------ | ------ | ------ | ------- | ------- | ------ | ------ |
| eenheid                        | aantal | %      | aantal  | %       | aantal | %      |
| inwoners                       | 5504   | 100    | 2765    | 50,2    | 2739   | 49,8   |
| bevolkingsdichtheid (inw./km²) | 56,6   | 56,6   | 28,4    | 28,4    | 28,2   | 28,2   |

In 2002 bedroeg het gemiddelde inkomen per inwoner 1248,46 zł.

## Plaatsen
Banicha, Bezednia, Borowina, Buczyna, Chomęciska Duże, Chomęciska Duże-Kolonia, Chomęciska Małe, Ciepłe, Dębina, Doły (Lublin), Dwór, Gęsi Wygon, Gościniec, Karolówka, Kolonia Duża, Kolonia Fornalska, Kolonia Kwitkowa, Kolonia Mała, Kolonia Średnia, Koniec, Krasne, Kryniczny Dół, Księżaki, Leśniczówka, Lisie Jamy, Majdan Sitaniecki, Makarówka, Niwa, Nowa Wieś, Osiczyna, Pańska Dolina, Podkrasne, Podłącze, Podstary Zamość, Przymiarek, Raj, Reforma, Rogatka, Romanina, Różki, Stara Wieś, Stary Zamość, Średnia Góra, Udrycze, Udrycze-Kolonia, Widniówka, Wierzba, Wisłowiec, Wisłowiec-Kolonia, Wola, Wólka.

## Aangrenzende gemeenten
Izbica, Nielisz, Skierbieszów, Zamość